# 帕尔默站
帕尔默站（英語：Palmer Station），美国设立的南极科学考察站，位于南极洲葛拉漢地昂韋爾島，1968年建。
帕尔默站多为对海洋生物进行研究。站内设有网络监测地震，大气和紫外线辐射的设备。其他研究以物理海洋学，海洋地质学和海洋生物学为主。